# Perizoma carnetincta
Perizoma carnetincta là một loài bướm đêm trong họ Geometridae.